# Enrico Franceschini
Enrico Franceschini (Bologna, 17 agosto 1956) è un giornalista e scrittore italiano.

## Biografia
Da quarant'anni è corrispondente dall'estero del quotidiano la Repubblica per il quale ha lavorato nelle sedi di New York, Washington, Mosca, Gerusalemme e Londra; una lunga carriera che ha rievocato in un inserto di otto pagine sul quotidiano per cui scrive. Ha pubblicato numerosi romanzi e saggi e ha tradotto tre libri di poesia di Charles Bukowski. È inoltre autore di mezza dozzina di podcast. Cominciò a fare il giornalista da ragazzo a Bologna, scrivendo di sport per i giornali della sua città.

## Opere
- Wall Street. La borsa e la vita. Il pazzo mondo della finanza e i suoi imprevedibili protagonisti prima e dopo il grande crash, Milano, Sperling & Kupfer, 1988, ISBN 978-88-20-00837-6.
- I padroni dell'universo. L'America dei nuovi persuasori occulti, Milano, Bompiani, 1990, ISBN 978-88-45-21649-7.
- La rivoluzione di Boris. Dubbi, paure, speranze di un popolo che non sa più in che cosa credere, Collana Saggi, Milano, Sperling & Kupfer, 1991, ISBN 978-88-20-01286-1.
- La donna della Piazza Rossa, Collana I Canguri, Milano, Feltrinelli, 1994, ISBN 978-88-07-70054-5.
- Amore e guerra nel 1999, Collana I Canguri, Milano, Feltrinelli, 1996, ISBN 978-88-07-70077-4.
- Russia. Istruzioni per l'uso, Milano, Feltrinelli, 1998, ISBN 978-88-07-17025-6.
- Fuori stagione, Collana I Canguri, Milano, Feltrinelli, 2006, ISBN 978-88-07-70174-0.
- Avevo vent’anni. Storia di un collettivo studentesco, 1977-2007, Milano, Feltrinelli 2007, ISBN 978-88-07-84080-7.
- Voglio l'America, Collana I Canguri, Milano, Feltrinelli, 2009, ISBN 978-88-07-70209-9.
- Londra Babilonia, Roma-Bari, Laterza, 2012, ISBN 978-88-42-09508-8.
- L'uomo della Città Vecchia, Collana I Narratori, Milano, Feltrinelli, 2013, ISBN 978-88-07-01929-6.
- Londra Italia, Collana I Robinson. Letture, Roma-Bari, Laterza, 2016, ISBN 978-88-58-12227-3.
- Scoop, Collana I Narratori, Milano, Feltrinelli, 2017, ISBN 978-88-07-03230-1.
- Vinca il peggiore. La più bella partita di basket della mia vita, Collana Vite inattese, Roma, 66thand2nd, 2017, ISBN 978-88-98-97096-4.
- Vivere per scrivere. 40 romanzieri si raccontano, Collana I Robinson, Roma-Bari, Laterza, 2018, ISBN 978-88-581-3041-4.
- Bassa marea, Collana Nero, Milano, Rizzoli, 2019, ISBN 978-88-171-0997-0.
- A Londra con Sherlock Holmes. Sulle orme del grande scrittore, Collana Passaggi di dogana, Roma, Giulio Perrone Editore, 2020, ISBN 88-6004-522-3.
- La fine dell'Impero. Ultimo viaggio in URSS, Collana Le boe, Milano, Baldini + Castoldi, 2021, ISBN 978-88-938-8372-6.
- Ferragosto, Collana Nero, Milano, Rizzoli, 2021, ISBN 978-88-171-5743-8.
- A Los Angeles con Bukowski. Birre, sesso e cavalli, Roma, Giulio Perrone Editore, 2021, ISBN 978-88-6004-616-1.
- Tutti per uno. 33 storie per innamorarsi dell'Europa, Collana Storie preziose, Novara, De Agostini, 2022, ISBN 978-88-511-9717-9.
- Un gioco perfetto, Collana Attese, Roma, 66thand2nd, 2022, ISBN 978-88-329-7209-2.
- Un'estate a Borgomarina, Collana Nero, Milano, Rizzoli, 2022, ISBN 978-88-171-6250-0.
- Elisabetta II, 1926-2022. L'ultima grande regina, Collezione Le Scie, Milano, Mondadori, 2022, ISBN 978-88-047-6535-6.
- Come girare il mondo gratis. Un giornalista con la valigia, Collana Le Boe, Milano, Baldini+Castoldi, 2023, ISBN 978-88-938-8997-1
- La mossa giusta, Collana I Lemuri, Milano, Baldini+Castoldi, 2024, ISBN 978-88-938-8358-0
- Le notti di Mosca, Collana I Lemuri, Milano, Baldini+Castoldi, 2025, ISBN 9791254942239

## Podcast
- Spie - Chora Media per Rai Radio UNo
- Nella mente di Putin - Chora Media
- Il terrore di Putin - One Podcast
- Queen 70 - One Podcast
- Terra promessa - One Podcast
- Dove corri, Russia? - One Podcast

## Traduzioni
- Charles Bukowski, La canzone dei folli, Milano, Feltrinelli, 2000, ISBN 978-88-07-81602-4.
- Charles Bukowski, Il grande, Milano, Feltrinelli, 2002, ISBN 978-88-07-81676-5.
- Charles Bukowski, Quando eravamo giovani, Milano, Feltrinelli, 2007, ISBN 978-88-07-81537-9.

## Riconoscimenti
- 1989 - Premio Selezione Estense, "Wall Street la Borsa e la vita"[4]
- 1991 - Premio Nazionale Rhegium Julii per il giornalismo, “I padroni dell’universo”[5]
- 1993 - Premiolino - Per il suo reportage sul tentato golpe in Russia[6][7]
- 2018 - Premio Selezione Estense, "Vivere per scrivere"[8]
- 2020 - Premio Speciale Giuseppe Lippi La Provincia[9] in Giallo, "Bassa marea"
- 2021 - Premio Letterario Nazionale Salvatore Cambosu, per "La fine dell'impero"[10]
- 2022 - Premio Nazionale Giornalistico Alberto Jacoviello[11]
- 2024 - Riconoscimento di Commendatore dell'Ordine della «Stella d'Italia»
- 2025 - Finalista Adei-Wizo Adelina Della Pergola con "La mossa giusta"